# Neopechona pyriforme
Neopechona pyriforme är en plattmaskart. Neopechona pyriforme ingår i släktet Neopechona och familjen Lepocreadiidae. Inga underarter finns listade i Catalogue of Life.